# Skřinářov
Skřinářov är en ort i Tjeckien.   Den ligger i regionen Vysočina, i den sydöstra delen av landet, 150 km sydost om huvudstaden Prag. Skřinářov ligger 560 meter över havet och antalet invånare är 149.
Terrängen runt Skřinářov är platt. Runt Skřinářov är det ganska tätbefolkat, med 65 invånare per kvadratkilometer. Närmaste större samhälle är Velké Meziříčí, 11,6 km väster om Skřinářov. I omgivningarna runt Skřinářov växer i huvudsak blandskog.